# President’s Cup 2021
Der President’s Cup 2021 war ein Tennisturnier der ATP Challenger Tour 2021 für Herren und ein Tennisturnier des ITF Women’s World Tennis Tour 2021 für Damen in Nur-Sultan. Die Turniere fanden zeitgleich vom 12. bis 18. Juli 2021 statt.